# Серина
Серина (итал. Serina) — коммуна в Италии, располагается в регионе Ломбардия, в провинции Бергамо.
Население составляет 2214 человек (2008 г.), плотность населения составляет 82 чел./км². Занимает площадь 27 км². Почтовый индекс — 24017. Телефонный код — 0345.
В коммуне 25 марта особо празднуется Благовещение Пресвятой Богородицы.

## Демография
Динамика населения:

## Администрация коммуны
- Официальный сайт: https://web.archive.org/web/20060830031744/http://www.serina-bg.it/